# Белдерг
Белдерг (англ. Belderrig, также Belderg ; ирл. Béal Deirg) — деревня в Ирландии, находится в графстве Мейо (провинция Коннахт).
8 августа 2003 года, во время аномальной жары в Европе, здесь была зарегистрирована самая высокая температура за всю историю метеорологических наблюдений в стране.